# Hetitska umjetnost
Hetitska umjetnost je umjetnost indoeuropskog naroda Hetita iz središta Male Azije koji su od 17. stoljeća pr. Kr. do 12. stoljeća pr. Kr. stvorili moćnu državu koja je igrala važnu ulogu u političkim odnosima tadašnjih sila. Na vrhuncu moći Hetitska je držva bila u vrijeme vladara Muršiliša, koji je porazio Hurite u Siriji, i razorio njihov grad Alep, te prodro do Babilona koji je zauzeo i opljačkao oko 1595. pr. Kr. 
Hetitski jezik pripada indoeuropskoj jezičnoj skupini i najstariji je jezik te skupine, a sami su ga Hetiti nazivali nesitskim (tj. jezik grada Neše). Sjedište Hetitskog carstva bilo je u tada najvećem utvrđenom gradu na svijetu - Hattuši. 

## Hetitsko graditeljstvo
Arheološki lokaliteti iz razdoblja Hetita su bili zaštićeni kiklopskim zidinama od megalita s utvrđenim portalima, bastionima i kulama, a raspolagali su službenim zgradama (palača i hramovi). Npr. tvrđava Maşat Höyük (Tappika), pokrajinsko središte s rezidencijom guvernera, organizirano oko velikog otvorenog dvorišta na jugozapadnoj strani, građeno je u najčišćoj tradiciji hetitske gradnje, s temeljima od velikih kamenja i zidova od blatnih opeka, dok se drvo naširoko koristilo u zgradi za gornje katove. Njihovi krovovi su vjerojatno bili ravni, a ulice su najvjerojatnije bile popločane kamenom. Najistaknutije zgrade bile su kamene kraljevske i pokrajinske palače, hramovi i druge upravne zgrade, koje su razlikuju po svojoj veličini i broju prostorija. Pokrajinski gradovi su bili maleni, ali je prijestolnica Hattušša pokrivala površinu od oko 180 ha i imala do 20.000 stanovnika.
Hattuša je svojom urbanom organizacijom i sačuvanom arhitekturom (zidine s Lavljim i Kraljevskim vratima s ukrasima, hramovi, kraljevske rezidencije, utvrde), zajedno s isklesnim stijenama svetišta Jazilikaja (Yazılıkaya), snažno utjecao na razvoj arhitekture i umjetnosti u Anatoliji i sjevernoj Siriji u 2. tisućljeću prije Krista.
Kaneš (Kültepe) je imao najveću obrtničku četvrt (kârum) u obliku kružnog naselja na brežuljku promjera 500 m. Tu su pronađeni mnoge glinene pločice s klinopismom na akadskom jeziku, ali i cilindrični pečati i razni predmeti hetitskih obrtnika.
Na sjeveru, izvan zidina Hattuše, nalazi se nekropola Osmankayası isklesana u stijenama i kraljevsko svetište Jazilikaja čiji su zidovi ukrašeni reljefima, neupitnim remek-djelom hetitske umjetnosti.
- Ruševine hrama 1 u staroj Sarissi, Kuşaklı
- Gornji grad Hattuše s palačom
- Dijelom obovljene zidine Hattuše
- Svetište Yazilikaya
- Reljef "Dvanaest bogova" iz Yazilikaye

## Hetitska skulptura
Hetitski kraljevi su bili pokrovitelji izrade reljefa na kamenu, što čini najbolje sačuvani oblik njihove umjetnosti. Ovi reljefi sa zidina građevina i litica stijena su trebali slaviti bogove i vladare, a najznačajniji primjeri su pronađeni u gradovima Hattuši i Alacahöyüku (170 km istočno od Ankare). Oba grada imaju monumentalne ulaze u grad ukrašene lavovima ili sfingama (sa ženskom glavom, lavljim tijelom i krilima), ili pak kraljevima ili ratničkim bogovima naoružanima konusnom kacigom, sjekirom i mačem. Ovi reljefi su nastali pod jasnim utjecajem staroegipatske umjetnosti (kose sfingi i poze kraljeva). Najimpresivniji su reljefi s dovratnika Alacahöyüka na kojima je prikazana proslava blagdanas prizorom povorke glazbenika i akrobata, kojom dominira kraljevski par ispred bika koji simbolizira boga kiše i prikaz božice na prijestolju. 
Ostali reljefi su izrazito vjerski i nalaze se na zidovima hramova kao što su: Gâvurkalesı, Eflatun Pinar, Firaktin, Sirkeli i posebno Yazılıkaya (Hattuša). Reljefi komore B Yazılıkaya su posvećeni grobnom kultu kralja Tudhaliya IV. predstavlja božanstva pakla, kao »Bog-mač« i procesiju dvanaest bogova i vladara pod zaštitom njegovog osobnog božanstva Šarruma. Isklesani kamen hrama Eflatun Pinar nalazi se na vodi jezera Beyşehir koja bi mogla biti povezana s podzemljem; prikazani su bog kiše i sunca, te boginje okružene planinskim božanstavima i krilati Sunčev disk. Reljefi iz hramova su očito povezani s pogrebnim kultom, dok su kasniji reljefi na stijenama strateških prijelaza, kao što su Karabel (İzmir) ili Hatip, vjerojatno bili povezani s kultom kraljevske vlasti. Oni predstavljaju božanstva ili suverena sa svojim atributima, uključujući i životinje koje simboliziraju boga, oružjem ili drugim obilježjima plemića, te krilati Sunčev disk. Ovu vrstu reljefa na stijenama i dovratnicima su nastavili njegovati kasnohetitski kraljevi i Aramejci (11. – 7. stoljeća pr. Kr.), ali sa snažnim utjecajima asirske umjetnosti, kao u reljefima gradova Karkemiš, Karatepe, Arslantepe ili u nedavno otrkivenom hramu Boga Oluje u Alepu.
- Lik s kraljevskog portala Hattuše, Muzej Anatolijskih civilizacija u Ankari.
- Portal sfingi u Alacahöyüku.
- Plitki reljef iz Alacahöyüka koji predstavlja gutača mačeva i akrobate na štulama.
- Reljefi Eflatun Pinara.
- Reljef kralja-ratnika sa stijena Karabela

## Primijenjena umjetnost
Još od vremena asirskih kolonija (20. i 19. stoljeće pr. Kr.), anatolijski obrtnici pokazuju svoju originalnost u oblikovanju kultnih vaza, pronađenih uglavnom u Nešu (Kültepe), najkarakterističniji su ljevanici (ritoni) u obliku životinjskih tijela ili glava lavova, ptica, antilopa, ovnova, bikova, itd. Oni su pokriveni linearnim uzorcima i oblikovani realno. Ostala keramika iz istog razdoblja je oslikana prizorima ljudi i životinja, a javljaju se i izrezbarene metalne posude. 
Pretpostavlja se da na hetitskom „heth“ znači srebro, te su Hetiti bili poznati kao izuzetni obrtnici, pogotovo u obradi metala. Rukotvorine od metala hetitskih obrtnika i danas izgledaju odlično, kao što su ceremonijalni srebrni pehari u obliku životinja koje su simbolizirale božanstva. Hetitski umjetnici su se istakli u izradi pečata i žigova u tvrdom kamenu, metalu ili glini. Prizori na njima su počasti bogova i kraljeva, ali i životinja i Sunčev disk, a često su bili kružni i na rubovima ukrašeni znakovima koji opisuju prizor.
- Vaza arhajskih Hetita
- Zoomorfni riton lava, pronađen u Kültepeu.
- Visoki pehar ukrašen bikovom glavom, simbolom Boga oluje.
- Posuda Inandik, Muzej Anatolijskih civilizacija, Ankara.
- Pečat s dva pisma (klinopisom i hijeroglifima) kralja Mira, Tarkummuva, Waltersov muzej umjetnosti, Baltimore.